# Gusen (campo de concentración)

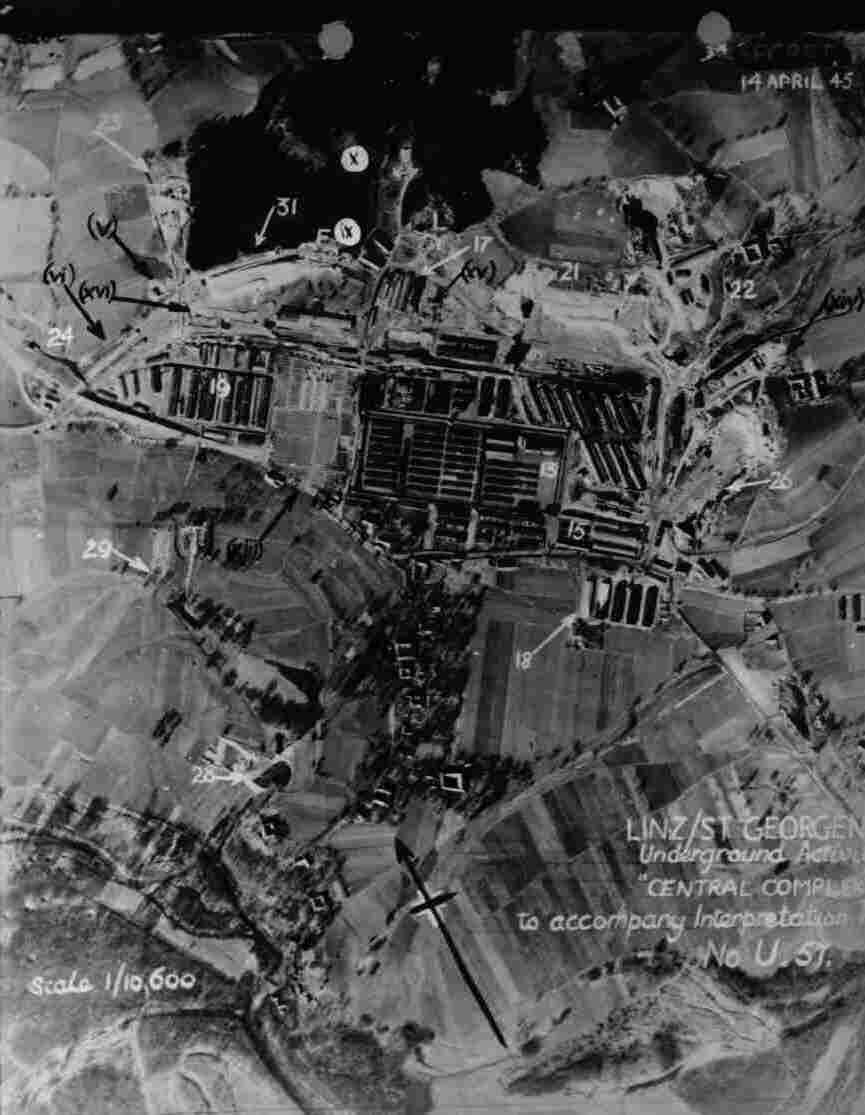
Fotografía aérea aliada de Gusen I y II (Gusen II en la parte superior izquierda de la imagen).

El Campo de concentración de Gusen es el conjunto de tres campos de prisioneros en el Alta Austria al este de la ciudad de Linz durante el régimen nazi que son los siguientes:
- Gusen I, fundado en 1938/1940
- Gusen II, fundado en 1944
- Gusen III, fundado en 1944

Los tres centros de este complejo tenían unos mismos responsables de las SS, que a su vez dependían del campo de Campo de concentración de Mauthausen.

## Trabajo forzado y eliminación de los presos

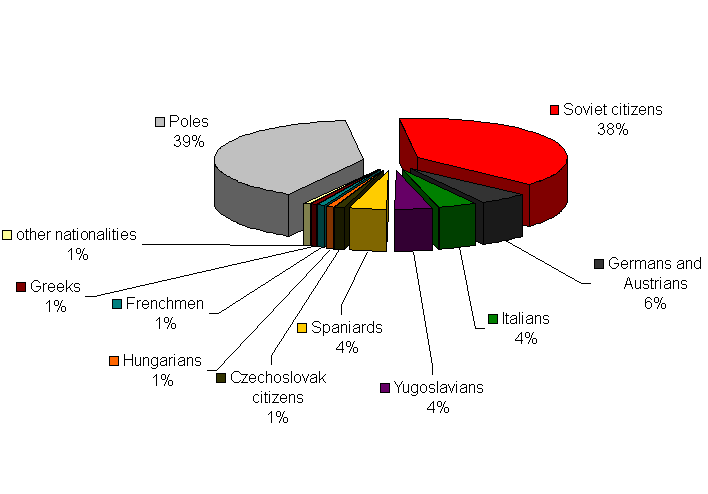
Gráfico que representa la nacionalidad de los reclusos supervivientes de Gusen I, II y III.

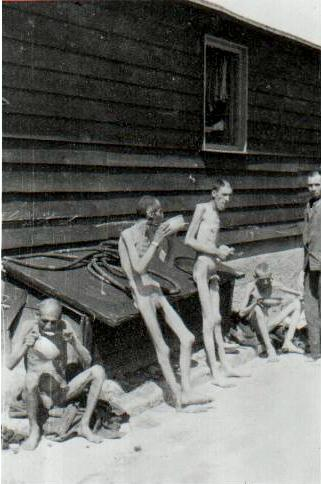
Supervivientes de Gusen tras la liberación

En el complejo de Gusen se utilizaba el trabajo forzado de los presos. Esto, junto a las condiciones de vida extremadamente duras, la alimentación insuficiente y todo tipo de malos tratos, llevó al exterminio de la mayoría de los presos. Además se practicaron distintas formas de asesinato directo, tanto en el propio recinto de Gusen como mediante selecciones de presos débiles o enfermos para su muerte por gaseamiento en las instalaciones del Castillo de Hartheim o bien en vehículos adaptados para el gaseamiento.
Aunque la eliminación de los presos tenía lugar en todo el conjunto de subcampos dependientes de Mauthausen, en Gusen se dio un altísimo porcentaje de los asesinatos del conjunto de ellos. Como ejemplo, de los republicanos españoles llegados a Mauthausen en 1940-1945 dos tercios murieron (un 65 %), es decir, casi 5000 de los 7200 españoles. Para cerca del 80 % de esos 5000 españoles que perdieron la vida, Gusen fue el escenario del asesinato.
El 5 de mayo de 1945 las tropas estadounidenses llegaron a Gusen (y a Mauthausen) y esto significó el fin de aquellos campos nazis. El personal de la SS en su casi totalidad había abandonado aquellas instalaciones en los días previos.
En la posguerra los lugares ocupados por el complejo de Gusen fueron destinados a diversos usos. La mayor parte de lo que fue Gusen I fue parcelado y dedicado a viviendas privadas. No obstante, subsisten algunos vestigios del campo nazi, entre los que cabe destacar el crematorio, junto al cual está instalado actualmente un Memorial. Allí tienen regularmente conmemoraciones a las que acuden personas desde toda Europa y de fuera de ella.

## Cifras de las víctimas
| Categoría de presos                                        | 1940 | 1941 | 1942 | 1943 | 1944 | 1945  | Total |
| ---------------------------------------------------------- | ---- | ---- | ---- | ---- | ---- | ----- | ----- |
| Presos (sin contar a los prisioneros de guerra)            | 1522 | 5570 | 5005 | 5173 | 4691 | 1095  | 23056 |
| Prisioneros de guerra soviéticos                           | .    | 220  | 219  | 130  | 99   | 197   | 865   |
| Gaseados en Hartheim                                       | .    | 510  | 1132 | 800  | 698  | .     | 3140  |
| Gaseados en camiones de gas                                | .    | .    | 1200 | .    | .    | .     | 1200  |
| Trasladados para morir en el campo sanitario de Mauthausen | .    | .    | .    | .    | .    | 1900  | 1900  |
| Fusilados en Mauthausen                                    | 240  | .    | .    | .    | .    | .     | 240   |
| Niños judíos                                               | .    | .    | .    | .    | .    | 420   | 420   |
| Fallecidos tras la liberación                              | .    | .    | .    | .    | .    | 1944  | 1944  |
| Total                                                      | 1762 | 6300 | 9534 | 6103 | 5488 | 15415 | 44602 |

## Víctimas españolas

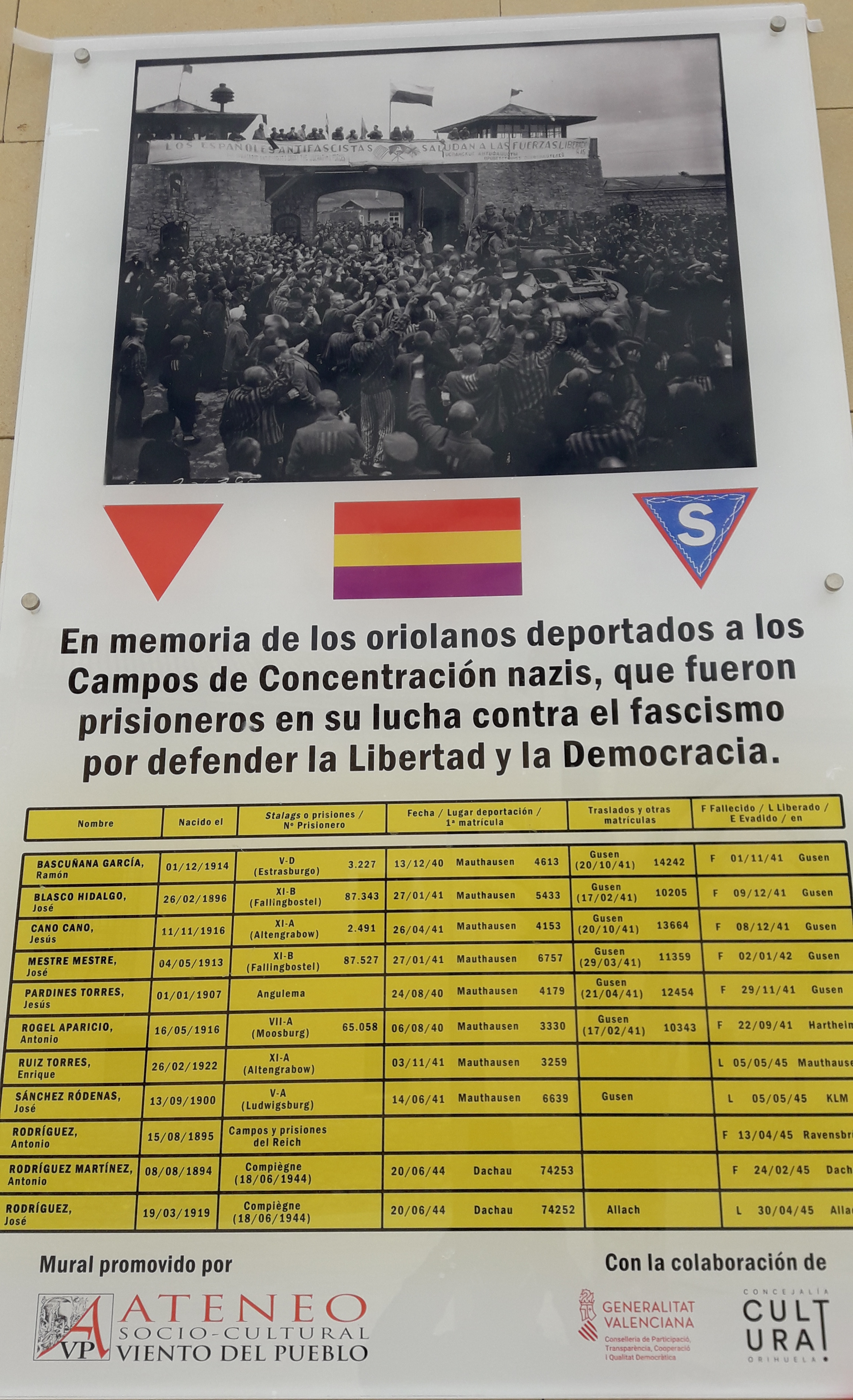
Placa situada en la Plaza del Colegio de Santo Domingo de Orihuela en recuerdo de los vecinos deportados a campos nazis; cinco de ellos acabarían falleciendo en Gusen.

El 9 de agosto de 2019 el Gobierno de España publicó en el Boletín Oficial del Estado (B.O.E.) un listado de todos los fallecidos en este campo de concentración así como en el de Mauthausen. Dicho listado fue elaborado por un equipo de investigación tras el cotejo de los libros correspondientes que se custodian en el Registro Civil Central.

## Prisioneros importantes de otros países
- Johann Gruber
- Stanisław Grzesiuk
- Roger Heim
- Gustaw Przeczek
- Henryk Sławik
- Jean Cayrol
- Gian Banfi